# Stanisław Krygowski
Stanisław Krygowski (ur. 21 listopada 1868 w Tarnowie, zm. 27 grudnia 1944 w Krakowie) – prawnik, adwokat, działacz turystyczny, turysta górski i fotografik.

## Życiorys
Był synem Antoniego Krygowskiego (1824–1904), z wykształcenia matematyka i fizyka, pedagoga, profesora gimnazjów w Tarnopolu, Tarnowie i Lwowie, w latach 1876–1887 dyrektora gimnazjum w Wadowicach.
W latach 1876–1878 uczęszczał do szkoły męskiej w Wadowicach, w latach 1878–1886 – do tutejszego gimnazjum (obecnie: I Liceum Ogólnokształcące im. Marcina Wadowity w Wadowicach). Po maturze w Wadowicach rozpoczął studia prawnicze na Uniwersytecie Jagiellońskim w Krakowie, które zwieńczył w roku 1896 tytułem doktora prawa. Przez wiele lat (1899–1944) prowadził w Krakowie kancelarię adwokacką, był również członkiem Rady Dyscyplinarnej krakowskiej Izby Adwokackiej.
Uprawiał z zamiłowaniem turystykę górską i taternictwo oraz – jako jeden z pierwszych (już w roku 1914) – turystykę narciarską. Od czasów studenckich wędrował po Beskidach i Tatrach. Dokonał kilku pierwszych wejść w Tatrach, m.in. na Rumiską Przełączkę (wejście upamiętnione w niemieckim nazewnictwie nazwą „Krygowskischarte”), na Wschodni Szczyt Żelaznych Wrót (1904), dwa przejścia różnymi drogami północnej ściany Mięguszowieckiego Szczytu Wielkiego (1906, 1907). Od roku 1902 był członkiem i działaczem Towarzystwa Tatrzańskiego, od r. 1903 – członkiem Sekcji Turystycznej TT (późniejszego Klubu Wysokogórskiego), później długoletnim członkiem „Wydziału” (tj. Zarządu Głównego) TT, m.in. sekretarzem (1905–1908), redaktorem „Pamiętnika Towarzystwa Tatrzańskiego” (1906–1907), wreszcie radcą prawnym Towarzystwa.
Był również fotografikiem i prekursorem fotografii barwnej w Polsce. Za swoje zdjęcia uzyskał kilka medali, m.in. na wystawie Krakowskiego Towarzystwa Fotograficznego w 1908 r. i na wystawie we Lwowie w 1909 r. Wiele jego fotografii było reprodukowanych w „Pamiętnikach Towarzystwa Tatrzańskiego”, a następnie w „Wierchach”. Bogate zbiory fotografii i klisz Stanisława Krygowskiego do zbiorów Centralnej Biblioteki Górskiej PTTK ofiarował jego syn, Władysław Krygowski – również prawnik, turysta górski i działacz turystyczny.